# Buna-Werke

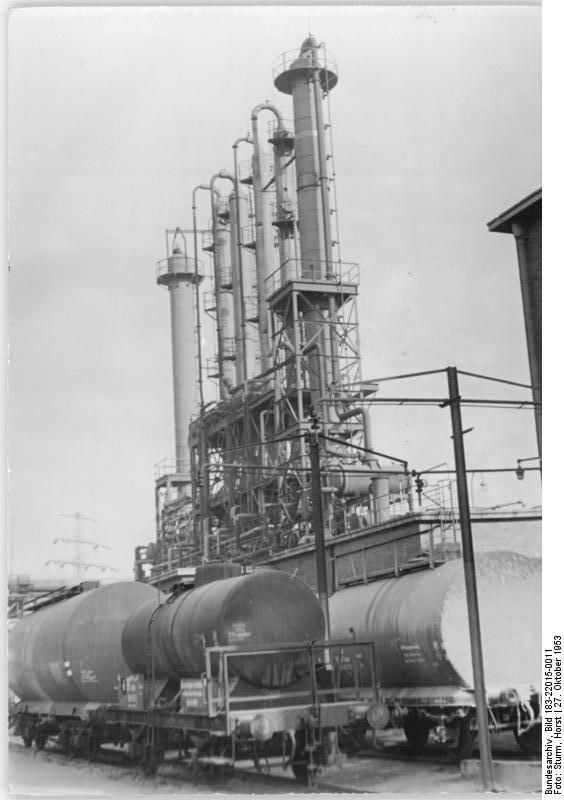
VEB Buna-Werke

Buna GmbH – zakłady chemiczne zajmujące się produkowaniem polimerowych tworzyw sztucznych w Schkopau.
Zakłady chemiczne powstały na przełomie 1936 i 1937 roku, były częścią koncernu IG Farben. W 1941 roku na potrzeby produkcji syntetycznego kauczuku oraz płynnych paliw rozpoczęto budowę zakładów Buna-Werke w Dworach Koło Oświęcimia, pracowali w nim więźniowie obozu koncentracyjnego Auschwitz III (Monowitz). Po zakończeniu II wojny światowej w 1954 roku zakłady zostały wywłaszczone i przekształcone w przedsiębiorstwo państwowe Kombinat VEB Chemische Werke Buna. W dniu 4 kwietnia 1995 roku nowym właścicielem została firma The Dow Chemical Company.